# Plutônio-239

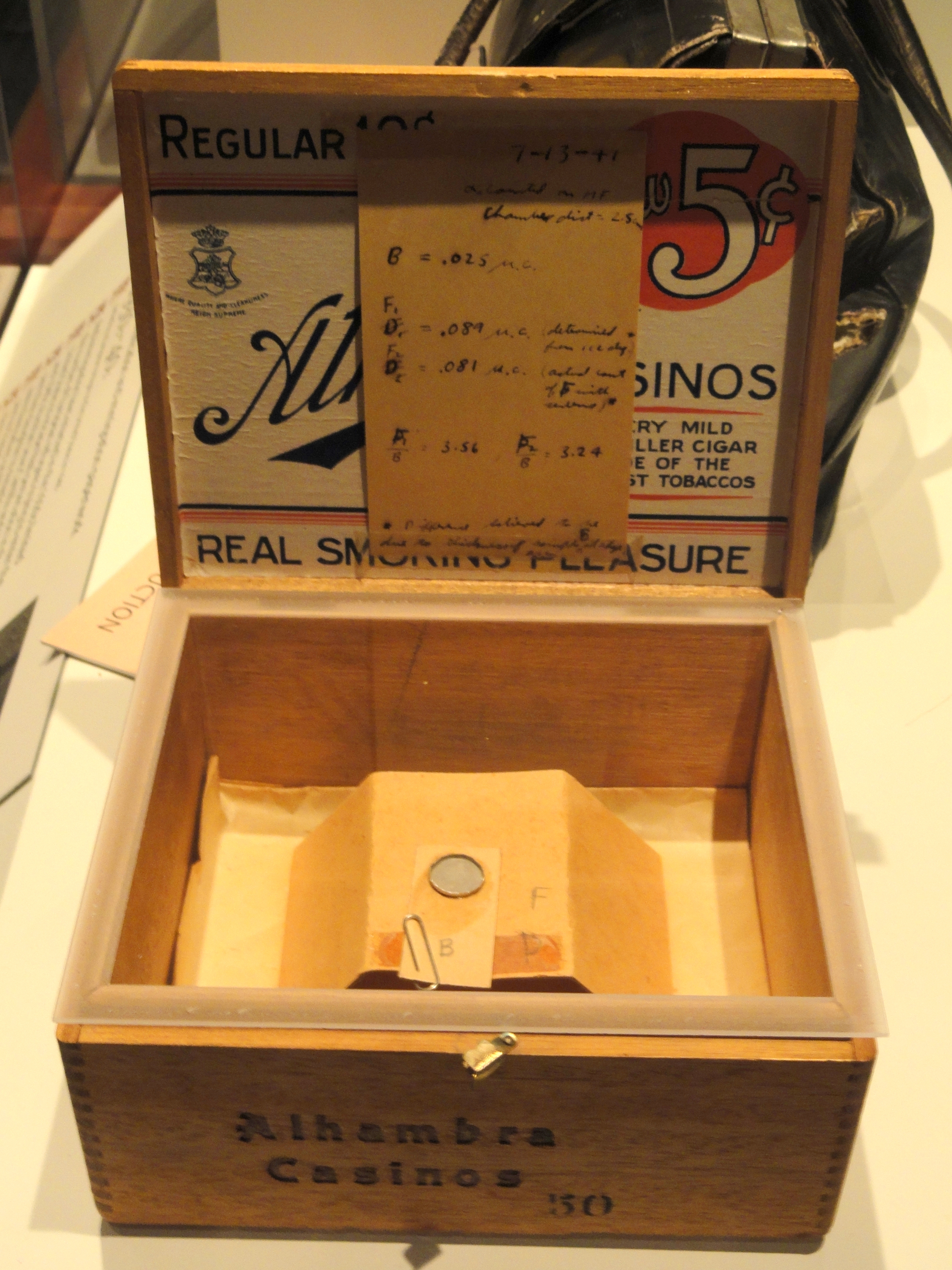
A primeira amostra de plutônio na qual a fissão nuclear foi detectada, mostrada acima, foi uma amostra de plutônio-239.

Plutônio-239, ou simplesmente Pu-239, é um isótopo radioativo de plutônio, sua meia-vida é próxima a 24 mil anos. O Pu-239 é o isótopo físsil primário na produção de armas nucleares; o Uranio-235 também já foi usado para essa finalidade. É também um dos três isótopos principais a serem demonstrados como combustível em reatores nucleares, juntamente com o Uranio-235 e U-233. Esse isótopo é produzido pelo bombardeamento de um núcleo de U-238 com um nêutron, geralmente em reatores nucleares.

## Produção
O Pu-239 é produzido quando um átomo de U-238 captura um nêutron e torna-se U-239, este sofre um decaimento beta para se tornar netúnio-239 (intermediário) que sofre outro decaimento beta para finalmente tornar-se o Pu-239.
A equação que expressa a produção do Pu-239 é dada por:
{\displaystyle \mathrm {^{238}_{\ 92}U\ +\ _{0}^{1}n\ \longrightarrow \ _{\ 92}^{239}U\ {\xrightarrow[{23.5\ min}]{\beta ^{-}}}\ _{\ 93}^{239}Np\ {\xrightarrow[{2.3565\ d}]{\beta ^{-}}}\ _{\ 94}^{239}Pu} }

## Aplicações

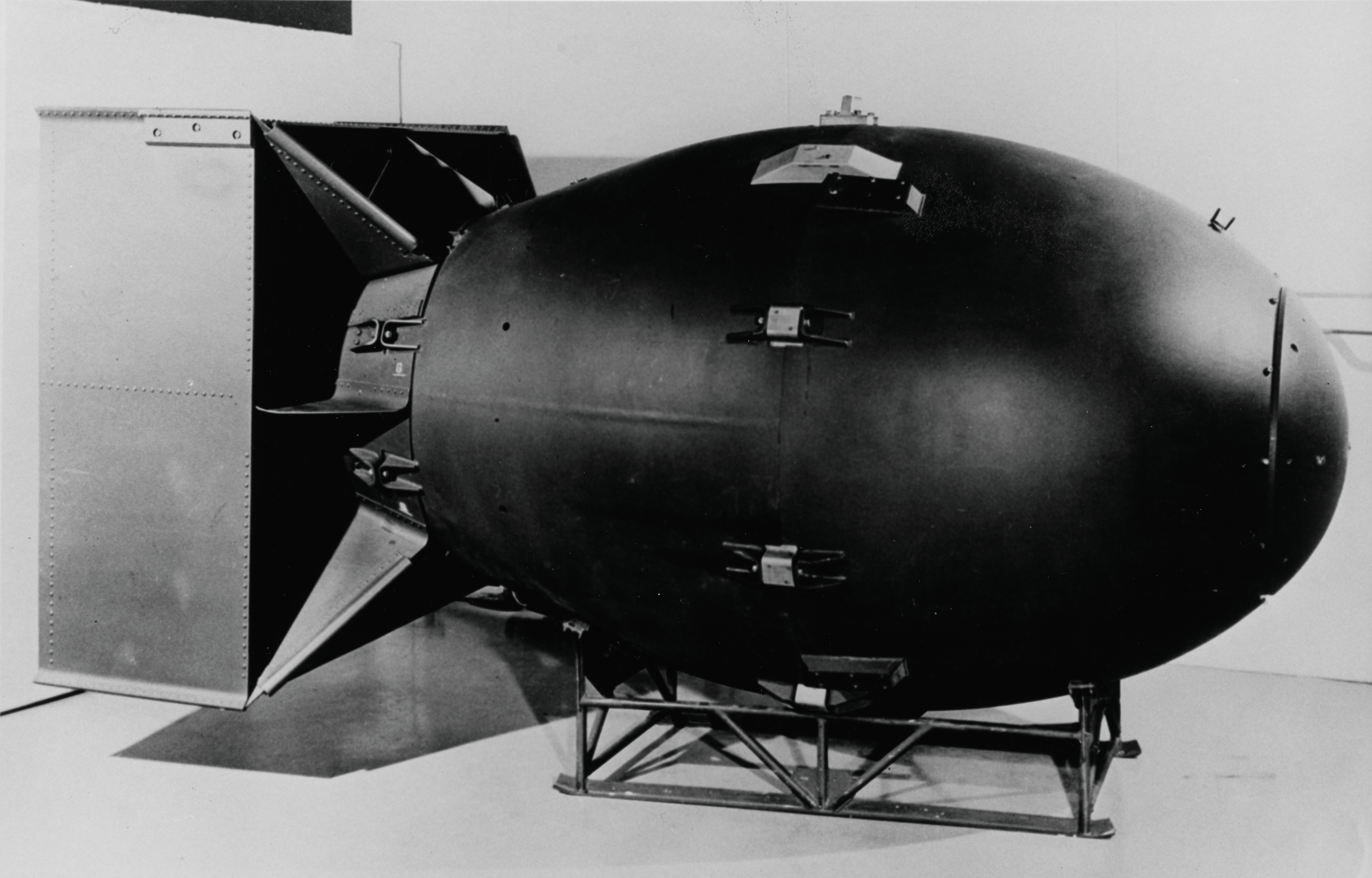
A bomba Fat man, lançada em Nagasaki.

É utilizado em armas nucleares pelo seu potencial como matéria físsil, liberando uma quantidade de energia equivalente à 20 quilotons de TNT por quilograma de material. O isótopo chega a ser correspondente à aproximadamente 93% dos isótopos de Pu usados em arsenais nucleares. Essa proporção se dá pois ocorrem naturalmente somente dez fissões de átomos por segundo em um quilograma de Pu-239, valor muito mais confortável para o manuseio em comparação ao isótopo Pu-240, por exemplo, em que ocorrem 450 000 fissões por segundo, em que reações indesejadas produzem o U-238, impróprio para essas armas.
É também utilizado como combustível em reatores nucleares, sondas espaciais e submarinos nucleares. Desempenhou um importante papel no final da Segunda Guerra Mundial quando foi utilizado como o material físsil da bomba atômica estadunidense Fat Man.

O elemento ainda é muito utilizado em fossos para os primários de bombas de hidrogênio devido à sua densidade e potência elevada.

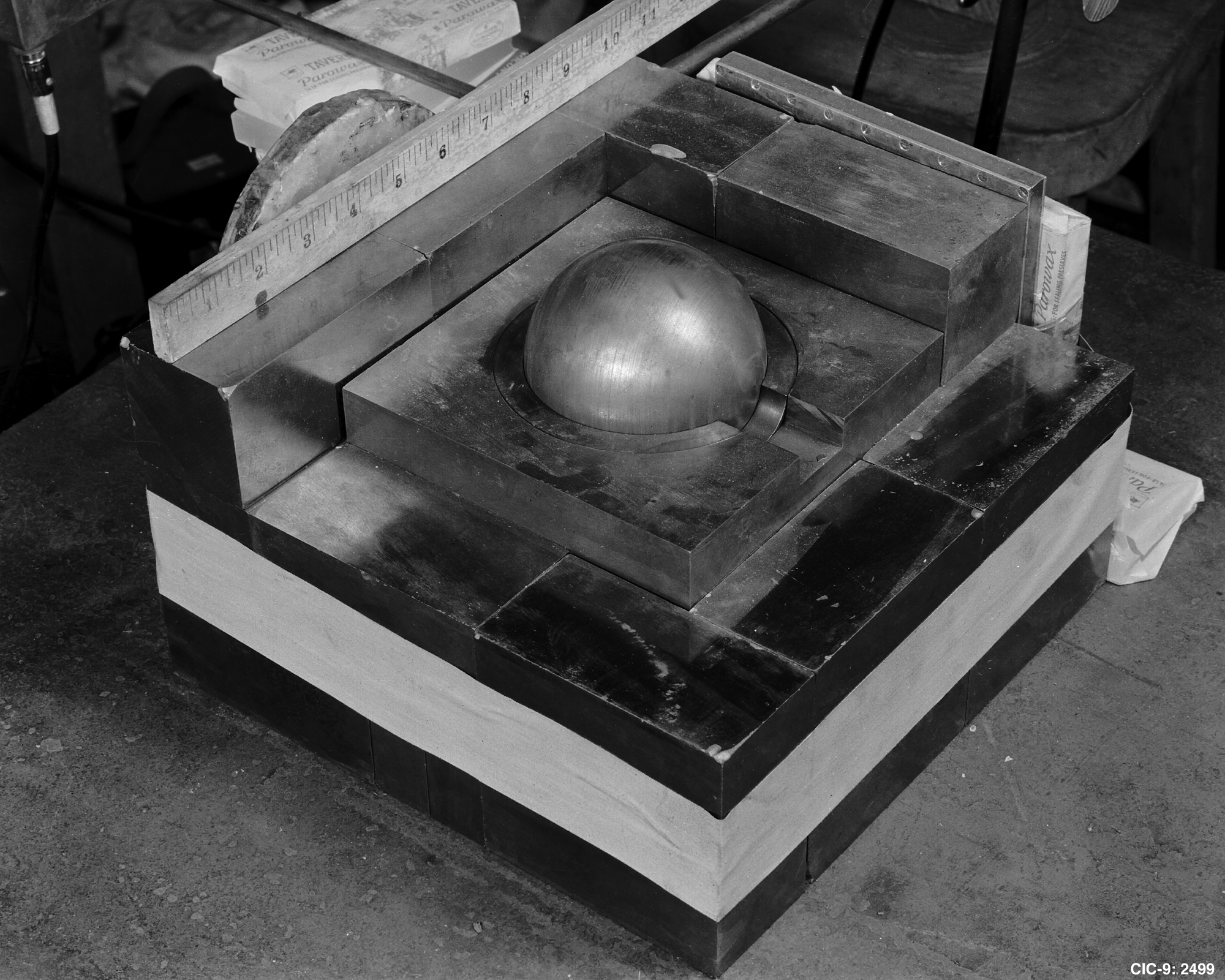
O Demon Core foi um fosso feito de Pu-239, foi usado em 1 de julho de 1946 no teste Baker.

## Decaimento e fissão
O plutônio-239 decai depois de 24 110 anos em urânio-235 através de emissão alfa liberando 5,245 MeV.
A fissão do Pu-239 é uma das mais produtivas gerando 207,1 MeV por átomo fissionado em comparação aos 180 MeV do urânio-235 e 197,3 MeV do urânio-233.

## Plutônio-239 Supergrade

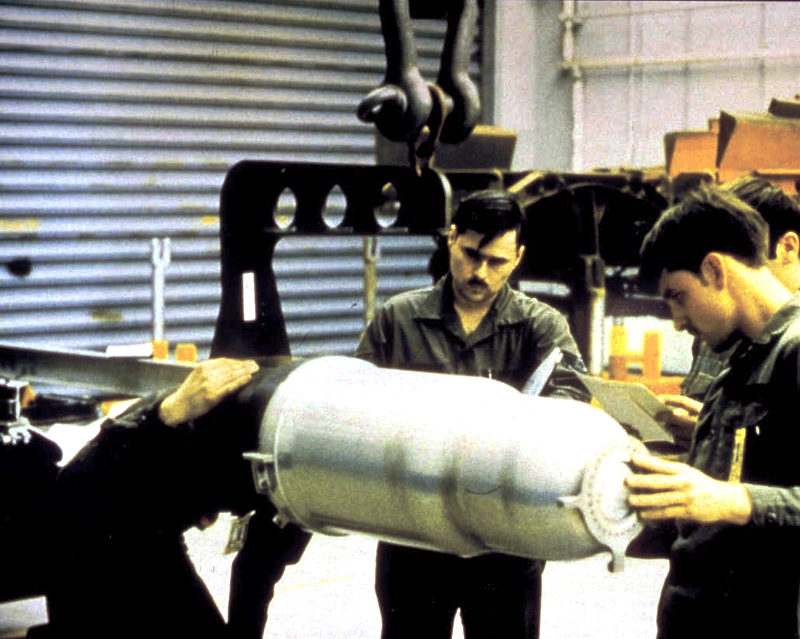
W80 a principal ogiva que utiliza o Pu-239 Supergrade.

O Pu-239 supergrade é um composto de uma excepcional porcentagem de Pu-239(+95%) e pouco de Pu-240(-5%), este composto tem pouca radioatividade, em comparação ao plutônio enriquecido utilizado pelas ogivas da Força Aérea dos Estados Unidos, e é utilizado na maioria das ogivas nucleares operadas pela Marinha dos Estados Unidos. A principal e mais difundida ogiva que usa o supergrade é a W80.
O Plutônio-239 supergrade é produzido a partir de barras de plutônio irradiadas de modo a fazer o Pu-240 ficar nas extremidades das barras, separando grande parte desse contaminante. Sua produção é mais cara que a produção do Pu enriquecido normalmente.